# Rhosybol
Rhosybol (em inglês:  Moor in the Hollow) é uma vila localizada em Anglesey, Gales. A comunidade tinha, no censo realizado em 2011 no Reino Unido, 1.078 habitantes. Estando a quatro quilômetros a sul da cidade de Amlwch, a vila fica próxima à reserva de Llyn Alaw, o maior corpo de água na ilha, e da Parys Mountain, as históricas minas de cobre. É das minas que Rhosybol  deve sua existência, uma vez que foi uma das várias comunidades construídas para abrigar os mineiros. Durante a década de 1960, o pintor Kyffin Williams produziu uma pintura a óleo observada a partir do lugar.
Rhosybol possui uma oficina de correios que foi incorporada a um pequena loja de conveniências. Há também uma escola primária para crianças entre 4 e 11 anos, uma igreja cristã - porém, em desuso - e um capela denominada Capel Gorslwyd onde os serviços ainda são mantidas.